# Hans Ludwig Valerian von Fischer
Hans („Hanns“) Ludwig Valerian Fischer, ab 1816 Freiherr von Fischer, (* 26. Juli 1765 in Schlettau; † 8. August 1851) war ein sächsischer Hofbeamter, der zunächst als Kreishauptmann im Erzgebirge eingesetzt wurde und später als Obersteuerdirektor tätig war. Für seine herausragenden Leistungen um den sächsischen Staat wurde er vom König von Sachsen in den Freiherrenstand erhoben.

## Leben
Er stammte aus der Bergstadt Schlettau, wo seine Vorfahren bereits Stellungen im sächsischen Bergwesen innehatten. Sein Urgroßvater war der Lautersteiner Amtsschösser Johann Valerian Fischer.
Fischer war Kreisamtmann in Schwarzenberg und wurde später Hof- und Justizrat.
Fischer gehörte als Kreishauptmann im erzgebirgischen Kreis zu den ersten sächsischen Kreishauptleuten, denen ohne Adelstitel diese Funktion 1815 anvertraut wurde. Bereits im darauffolgenden Jahr erfolgte am 27. Januar 1816 seine Erhebung zum Freiherrn des Königreichs Sachsen und die Verleihung eines Adelswappens. Unmittelbar nach seiner Berufung zum Obersteuerdirektor setzte sich Freiherr von Fischer zur Ruhe.
Mit seinem kinderlosen Tod im 87. Lebensjahr erlosch das von ihm begründete Adelsgeschlecht der sächsischen Freiherren von Fischer.